# 倪永培
倪永培（1951年—），安徽长丰人，汉族，中华人民共和国政治人物、第十二届全国人民代表大会安徽地区代表。
加入中国共产党。2008年起担任全国人大代表。2013年，担任全国人大代表、安徽迎驾集团总裁。